# Bóng đá tại Đại hội Thể thao Đông Nam Á 1995 – Nam
Nội dung bóng đá nam tại Đại hội Thể thao Đông Nam Á 1995 được tổ chức tại Thái Lan từ ngày 4 tháng 12 đến ngày 16 tháng 12 năm 1995. Không có giới hạn độ tuổi với các đội tuyển nam.
Thái Lan đã bảo vệ thành công tấm huy chương vàng sau khi đánh bại Việt Nam 4–0 trong trận chung kết. Singapore giành tấm huy chương đồng sau khi vượt qua Myanmar.

## Lịch thi đấu
Dưới đây là lịch thi đấu cho nội dung bóng đá nam.
| G | Vòng bảng | ½ | Bán kết | B | Play-off tranh hạng ba | F | Chung kết |

| T2 4 | T3 5 | T4 6 | T5 7 | T6 8 | T7 9 | CN 10 | T2 11 | T3 12 | T4 13 | T5 14 | T6 15 | T6 15 | T7 16 | T7 16 |
| ---- | ---- | ---- | ---- | ---- | ---- | ----- | ----- | ----- | ----- | ----- | ----- | ----- | ----- | ----- |
| G    |      | G    |      | G    |      | G     |       | G     |       | ½     |       |       | B     | F     |

## Các quốc gia tham dự
Lần đầu tiên, tất cả 10 đội tuyển đến từ các quốc gia thành viên của Đông Nam Á đã tham dự nội dung thi đấu này. 
| - Brunei (BRU) - Campuchia (CAM) - Indonesia (INA) - Lào (LAO) - Malaysia (MAS) | - Myanmar (MYA) - Philippines (MYA) - Singapore (SGP) - Thái Lan (THA) - Việt Nam (VIE) |

## Địa điểm
Hai địa điểm diễn ra các trận đấu bóng đá nam là sân vận động chính nằm trong Khu liên hợp thể thao Chiang Mai ở Chiang Mai và sân vận động tỉnh Lamphun ở Lamphun.
| LamphunChiang MaiBóng đá tại Đại hội Thể thao Đông Nam Á 1995 – Nam (Thái Lan) | Chiang Mai                   |
| ------------------------------------------------------------------------------ | ---------------------------- |
| LamphunChiang MaiBóng đá tại Đại hội Thể thao Đông Nam Á 1995 – Nam (Thái Lan) | Sân vận động kỷ niệm 700 năm |
| LamphunChiang MaiBóng đá tại Đại hội Thể thao Đông Nam Á 1995 – Nam (Thái Lan) | Sức chứa: 25.000             |
| LamphunChiang MaiBóng đá tại Đại hội Thể thao Đông Nam Á 1995 – Nam (Thái Lan) |                              |
| LamphunChiang MaiBóng đá tại Đại hội Thể thao Đông Nam Á 1995 – Nam (Thái Lan) | Lamphun                      |
| LamphunChiang MaiBóng đá tại Đại hội Thể thao Đông Nam Á 1995 – Nam (Thái Lan) | Sân vận động tỉnh Lamphun    |
| LamphunChiang MaiBóng đá tại Đại hội Thể thao Đông Nam Á 1995 – Nam (Thái Lan) | Sức chứa: 5.000              |
| LamphunChiang MaiBóng đá tại Đại hội Thể thao Đông Nam Á 1995 – Nam (Thái Lan) |                              |

## Đội hình
Mỗi đội tuyển phải đăng ký một danh sách cuối cùng gồm 20 cầu thủ, trong đó tối thiểu hai cầu thủ là thủ môn.

## Bốc thăm
Lễ bốc thăm được tổ chức vào ngày 14 tháng 10 năm 1995 tại Băng Cốc, Thái Lan. Mười đội tuyển trong giải đấu nam được bốc thăm chia thành hai bảng, mỗi bảng năm đội. Với tư cách là đương kim vô địch và đương kim á quân của giải đấu lần trước, Thái Lan và Myanmar được chọn làm hạt giống tại hai bảng đấu, trong đó Thái Lan tự động được xếp vào vị trí A1 vì là chủ nhà còn Myanmar được xếp vào vị trí B1. Các đội còn lại được bốc thăm ngẫu nhiên. 
| VT | Đội              |
| -- | ---------------- |
| A1 | Thái Lan (C) (H) |
| A2 | Indonesia        |
| A3 | Việt Nam         |
| A4 | Malaysia         |
| A5 | Campuchia        |

| VT | Đội         |
| -- | ----------- |
| B1 | Myanmar     |
| B2 | Philippines |
| B3 | Brunei      |
| B4 | Singapore   |
| B5 | Lào         |

## Trọng tài
Các trọng tài sau đây đã được lựa chọn để điều khiển tại giải đấu.
Danh sách này không đầy đủ, bạn cũng có thể giúp mở rộng danh sách.
| Trọng tài - Tamat Haji Budin - Khairul Agil - Khin Maung Thein - Jerry Andres - Ismail Surdi - Pirom Un-Prasert | Trợ lý trọng tài - A Tajudin - Awangku Aluddin - Miskamto - Kamaruddin Mohammad Diah - U Myint Kyaw - Claro Palomo |

## Vòng bảng
Hai đội đứng đầu mỗi bảng lọt vào vòng bán kết.

### Bảng A
| VT | Đội          | ST | T | H | B | BT | BB | HS  | Đ  | Giành quyền tham dự     |
| -- | ------------ | -- | - | - | - | -- | -- | --- | -- | ----------------------- |
| 1  | Thái Lan (H) | 4  | 3 | 1 | 0 | 14 | 2  | +12 | 10 | Vòng đấu loại trực tiếp |
| 2  | Việt Nam     | 4  | 3 | 0 | 1 | 8  | 3  | +5  | 9  | Vòng đấu loại trực tiếp |
| 3  | Indonesia    | 4  | 2 | 0 | 2 | 14 | 3  | +11 | 6  |                         |
| 4  | Malaysia     | 4  | 1 | 1 | 2 | 9  | 5  | +4  | 4  |                         |
| 5  | Campuchia    | 4  | 0 | 0 | 4 | 0  | 32 | −32 | 0  |                         |

| Thái Lan                      | 2–1      | Indonesia  |
| ----------------------------- | -------- | ---------- |
| - Surachai 30' - Natipong 67' | Chi tiết | Fachri 33' |

| Việt Nam                                          | 2–0      | Malaysia |
| ------------------------------------------------- | -------- | -------- |
| - Huỳnh Quốc Cường 55' - Võ Hoàng Bửu 83' (ph.đ.) | Chi tiết |          |

| Thái Lan | 0–0      | Malaysia |
| -------- | -------- | -------- |
|          | Chi tiết |          |

| Campuchia | 0–10     | Indonesia                                                                                            |
| --------- | -------- | --- |
|           | Chi tiết | - Irianto 6', 33', 70', 78' - Kurniawan 12', 61', 83' - Widodo Putro 31' - Tecuari 79' - Nugroho 85' |

| Campuchia | 0–4 | Việt Nam                                                                |
| --------- | --- | ----------------------------------------------------------------------- |
|           |     | - Nguyễn Hồng Sơn 20', 55' - Nguyễn Hữu Đang 47' - Huỳnh Quốc Cường 82' |

| Indonesia                        | 3–0      | Malaysia |
| -------------------------------- | -------- | -------- |
| - Irianto 35' - Husaini 48', 55' | Chi tiết |          |

| Campuchia | 0–9      | Malaysia                                                                            |
| --------- | -------- | ----------------------------------------------------------------------------------- |
|           | Chi tiết | - Anuar 6', 22', 70' - Dollah 17', 62' (ph.đ.) - Zainal 44' - Affendi 60' - Lim 80' |

| Thái Lan                       | 3–1      | Việt Nam            |
| ------------------------------ | -------- | ------------------- |
| - Natipong 2', 69' - Tawan 44' | Chi tiết | Nguyễn Hữu Đang 89' |

| Indonesia | 0–1      | Việt Nam        |
| --------- | -------- | --------------- |
|           | Chi tiết | Nguyễn Hữu Đang |

| Campuchia | 0–9 | Thái Lan                                             |
| --------- | --- | ---------------------------------------------------- |
|           |     | - Vitoon - Kiatisuk - Cherdchai - Natipong - Chukiat |

### Bảng B
| VT | Đội         | ST | T | H | B | BT | BB | HS | Đ | Giành quyền tham dự     |
| -- | ----------- | -- | - | - | - | -- | -- | -- | - | ----------------------- |
| 1  | Myanmar     | 4  | 3 | 0 | 1 | 9  | 5  | +4 | 9 | Vòng đấu loại trực tiếp |
| 2  | Singapore   | 4  | 2 | 2 | 0 | 10 | 4  | +6 | 8 | Vòng đấu loại trực tiếp |
| 3  | Lào         | 4  | 2 | 1 | 1 | 4  | 1  | +3 | 7 |                         |
| 4  | Philippines | 4  | 1 | 0 | 3 | 2  | 9  | −7 | 3 |                         |
| 5  | Brunei      | 4  | 0 | 1 | 3 | 2  | 8  | −6 | 1 |                         |

| Brunei                | 2–2      | Singapore               |
| --------------------- | -------- | ----------------------- |
| - Suni 41' - Said 51' | Chi tiết | - Ahmad 7' - Zainal 70' |

| Myanmar                                   | 4–1      | Philippines        |
| ----------------------------------------- | -------- | ------------------ |
| - Myo Hlaing Win 31', 42' - Than Toe Aung | Chi tiết | Rosell 29' (ph.đ.) |

| Lào         | 1–0 | Philippines |
| ----------- | --- | ----------- |
| Maicompiuto |     |             |

| Myanmar               | 2–4                           | Singapore                               |
| --------------------- | ----------------------------- | --------------------------------------- |
| Than Toe Aung 8', 46' | Chi tiết (NST) Chi tiết (TNP) | - V. Selvaraj 11', 22' - Ahmad 13', 45' |

| Philippines | 0–4      | Singapore                                   |
| ----------- | -------- | ------------------------------------------- |
|             | Chi tiết | - V. Selvaraj 8', 52' - Ahmad 30' - Ali 69' |

| Lào                                | 3–0 | Brunei |
| ---------------------------------- | --- | ------ |
| - Luang - Auxaynoma - Sinahoukiena |     |        |

| Myanmar          | 2–0 | Brunei |
| ---------------- | --- | ------ |
| Maung Maung Htay |     |        |

| Lào | 0–0      | Singapore |
| --- | -------- | --------- |
|     | Chi tiết |           |

| Lào | 0–1      | Myanmar              |
| --- | -------- | -------------------- |
|     | Chi tiết | Kyi Lwin 74' (ph.đ.) |

| Philippines | 1–0 | Brunei |
| ----------- | --- | ------ |
| Dog 4'      |     |        |

## Vòng đấu loại trực tiếp
Trong vòng đấu loại trực tiếp, nếu một trận đấu có kết quả hòa sau 90 phút:
- Tại trận tranh huy chương đồng, sẽ không thi đấu hiệp phụ, trận đấu được quyết định bằng loạt sút luân lưu.
- Tại trận bán kết và trận chung kết, sẽ tổ chức thi đấu hiệp phụ (có áp dụng luật bàn thắng vàng). Nếu kết quả vẫn hòa sau hiệp phụ, loạt sút luân lưu sẽ được sử dụng để xác định đội thắng.[6]

### Sơ đồ
|  | Bán kết                  | Bán kết  |                            |   | Trận tranh huy chương vàng | Trận tranh huy chương vàng |
|  |                          |          |                            |   |                            |                            |
|  | 14 tháng 12 – Chiang Mai |          |                            |   |                            |                            |
|  |                          |          |                            |   |                            |                            |
|  | Thái Lan                 | 1        |                            |   |                            |                            |
|  | Thái Lan                 | 1        | 16 tháng 12 – Chiang Mai   |   |                            |                            |
|  | Singapore                | 0        |                            |   |                            |                            |
|  | Singapore                | 0        | Thái Lan                   | 4 |                            |                            |
|  | 14 tháng 12 – Chiang Mai |          | Thái Lan                   | 4 |                            |                            |
|  |                          | Việt Nam | 0                          |   |                            |                            |
|  | Myanmar                  | Việt Nam | 0                          | 1 |                            |                            |
|  | Myanmar                  |          |                            | 1 |                            |                            |
|  | Việt Nam (s.h.p.)        | 2        |                            |   |                            |                            |
|  | Việt Nam (s.h.p.)        | 2        | Trận tranh huy chương đồng |   |                            |                            |
|  |                          |          |                            |   |                            |                            |
|  | 16 tháng 12 – Chiang Mai |          |                            |   |                            |                            |
|  |                          |          |                            |   |                            |                            |
|  | Singapore                | 1        |                            |   |                            |                            |
|  | Singapore                | 1        |                            |   |                            |                            |
|  | Myanmar                  | 0        |                            |   |                            |                            |

### Các trận đấu

#### Bán kết
| Thái Lan     | 1–0      | Singapore |
| ------------ | -------- | --------- |
| Kritsada 24' | Chi tiết |           |

| Myanmar           | 1–2 (s.h.p.) | Việt Nam                               |
| ----------------- | ------------ | -------------------------------------- |
| Myo Hlaing Win 5' |              | Lê Huỳnh Đức 10' · Trần Minh Chiến 95' |

#### Tranh huy chương đồng
| Singapore | 1–0      | Myanmar |
| --------- | -------- | ------- |
| Ahmad 41' | Chi tiết |         |

#### Tranh huy chương vàng
| Thái Lan                           | 4–0 | Việt Nam |
| ---------------------------------- | --- | -------- |
| Tawan 28', 43' · Natipong 53', 60' |     |          |

### Huy chương vàng
| Bóng đá nam Đại hội Thể thao Đông Nam Á 1995 |
| -------------------------------------------- |
| · Thái Lan · Lần thứ 7                       |

## Thống kê

### Cầu thủ ghi bàn
Đã có 79 bàn thắng ghi được trong 24 trận đấu, trung bình 3.29 bàn thắng mỗi trận đấu.

### Bảng xếp hạng
| VT | Đội          | ST | T | H | B | BT | BB | HS  | Đ  | Kết quả chung cuộc        |
| -- | ------------ | -- | - | - | - | -- | -- | --- | -- | ------------------------- |
| 1  | Thái Lan (H) | 6  | 5 | 1 | 0 | 19 | 2  | +17 | 16 | Vô địch - Huy chương vàng |
| 2  | Việt Nam     | 6  | 4 | 0 | 2 | 10 | 8  | +2  | 12 | Á quân - Huy chương bạc   |
| 3  | Singapore    | 6  | 3 | 2 | 1 | 11 | 5  | +6  | 11 | Hạng ba - Huy chương đồng |
| 4  | Myanmar      | 6  | 3 | 0 | 3 | 10 | 8  | +2  | 9  | Hạng tư                   |
|    |              |    |   |   |   |    |    |     |    |                           |
| 5  | Lào          | 4  | 2 | 1 | 1 | 4  | 1  | +3  | 7  | Bị loại ở vòng bảng       |
| 6  | Indonesia    | 4  | 2 | 0 | 2 | 14 | 3  | +11 | 6  | Bị loại ở vòng bảng       |
| 7  | Malaysia     | 4  | 1 | 1 | 2 | 9  | 5  | +4  | 4  | Bị loại ở vòng bảng       |
| 8  | Philippines  | 4  | 1 | 0 | 3 | 2  | 9  | −7  | 3  | Bị loại ở vòng bảng       |
| 9  | Brunei       | 4  | 0 | 1 | 3 | 2  | 8  | −6  | 1  | Bị loại ở vòng bảng       |
| 10 | Campuchia    | 4  | 0 | 0 | 4 | 0  | 32 | −32 | 0  | Bị loại ở vòng bảng       |